# Вулиця Шипка (Софія)
Вулиця Шипка (болг. Улица Шипка) — одна з центральних вулиць столиці Болгарії міста Софії, названа на честь найвищої гори країни Шипки, а точніше — на вшанування подій, зокрема кривавих боїв на горі в ході Російсько-турецької війни (1877—78), яка поклала кінець багатостолітньому пануванню турків у Болгарії; осередок культурного столичного життя. 
Вулиця розташована в софійському середмісті — пролягає від бульвара Євлогія Георгієва у районі Подуєне та Військової академії ім. Георги Стойкова Раковски до вулиці Паризької та храму-пам'ятника Святого Олександра Невського й будівлі Національних зборів в самому центрі Софії.

## Об'єкти
На вулиці Шипка розташовано чимало об'єктів міської інфраструктури, соціального призначення, релігії, освіти, культури та дозвілля:
північна сторона:
- Святий синод Болгарської православної церкви (офіційна адреса — вул. Оборище, 4);
- буд. № 1 — Національна художня академія (будинок споруджено 1907 року за проектом російського архітектора Олександра Смирнова);
- Національна бібліотека святих Кирила і Мефодія (офіційна адреса — бул. Васіла Левськи, 88);
- Лікарський парк (болг. Докторска градина);
- буд. № 11 — клуб живої авторської музики «О!Шипка» (О!Шипка);
- буд. № 23 — будинок Ботєвих.

південна сторона:
- Народні збори (офіційна адреса — пл. Народних зборів № 2);
- Софійський університет Святого Климента Охридського (офіційна адреса — бул. Царя Освободителя № 15);
- буд. № 6 — Галерея «Шипка 6», головна галерея Спілки болгарських художників;
- буд. № 34 — Російський культурно-інформаційний центр;
- буд. № 38 — будинок Георгія Фінгова (зведений у 1907 році за проектом самого архітектора);
- буд. № 52 — будинок революційного діяча Василя Чекаларова (Васил Чекаларов);
- будинок мовознавця Любомира Мілетича.